# GRAU

Epolet rus de maior GRAU

Directoratul principal de rachete și artilerie din Ministerul Apărării al Federației Ruse (GRAU) (rusă Главное ракетно-артиллерийское управление МО РФ (ГРАУ)) este un departament al Ministerului Apărării din Rusia (ex-sovietic). Este subordonat șefului armamentului și muniției forțelor armate ruse, un viceministru al apărării.
Organizația datează din 1862, când a fost înființată sub numele Главное артиллерийское управление (ГАУ – GAU). „R” de la „rachete” a fost adăugată la titlu în 1960.
În special, GRAU este responsabil pentru atribuirea indicilor GRAU munițiilor și echipamentelor armatei ruse.
Arsenalele GRAU, potrivit lui Kommersant-Vlast în 2005, includ 60ul la Kaluga, 55ul la Rjev, 75 la Serpuhov la sud de Moscova (toate trei în districtul militar din Moscova) și 80 la Gagarskiy, al 116-lea la Krasno-Oktyabrskiy și al 5-lea, toate din districtul militar Volga-Urals.
În martie 2014, actualul șef al GRAU este locotenentul general Nikolai Parșin.

## Legături externe
- History of the GRAU Arhivat în 24 martie 2014, la Wayback Machine.